# 海南荚蒾
海南荚蒾（学名：Viburnum hainanense）是五福花科荚蒾属的植物。分布在越南北部以及中国大陆的海南、广西、广东等地，生长于海拔600米至1,400米的地区，多生于灌丛及丛林中，目前尚未由人工引种栽培。